# Sippsläktet
Sippsläktet eller sippor (Anemone) är ett växtsläkte med 158 arter i familjen ranunkelväxter. Sipporna kommer från norra och södra halvklotets tempererade delar. De växer ofta i ljusa skogar och på alpängar.
Nyare forskning stödjer att  blåsippssläktet (Hepatica) och backsippssläktet (Pulsatilla) skall inkluderas bland de egentliga sipporna.
Sippsläktets arter är fleråriga örter med en jordstam. Stjälkarna är långa och överst sitter blommorna ensamma eller några få tillsammans. Blomfärgen är oftast vit, röd eller blå, sällan gul. Liksom andra ranunkelväxter har de många ståndare och många fria (apokarpa) pistiller. Under varje blomma finns tre svepeblad men foder saknas. Frukten är en nöt som ofta är hårig, vilket underlättar spridning för vinden. De olika sipparterna innehåller ett gift som irriterar hud och slemhinnor, och som kan ge blåsor i mun och svalg om man äter dem.

## Namn
Efterledet sippa kan spåras tillbaka till säper som använts för vitsippa i finländska Nyland. Säper kommer i sin tur av det franska ordet, chapel, som svenskan lånat in via tyskan, schappel eller scheppel, ett ord som betecknar en 'blomsterkrans', ett 'diadem' men också 'kungakrona' och 'brudkrona'.
Många växter inom släktet Anemone kallas av tradition anemoner på svenska (som till exempel bukettanemon och höstanemon). Vissa havsanemoners likhet med anemoner låg bakom dessa djurs namngivning på svenska.

## Dottertaxa

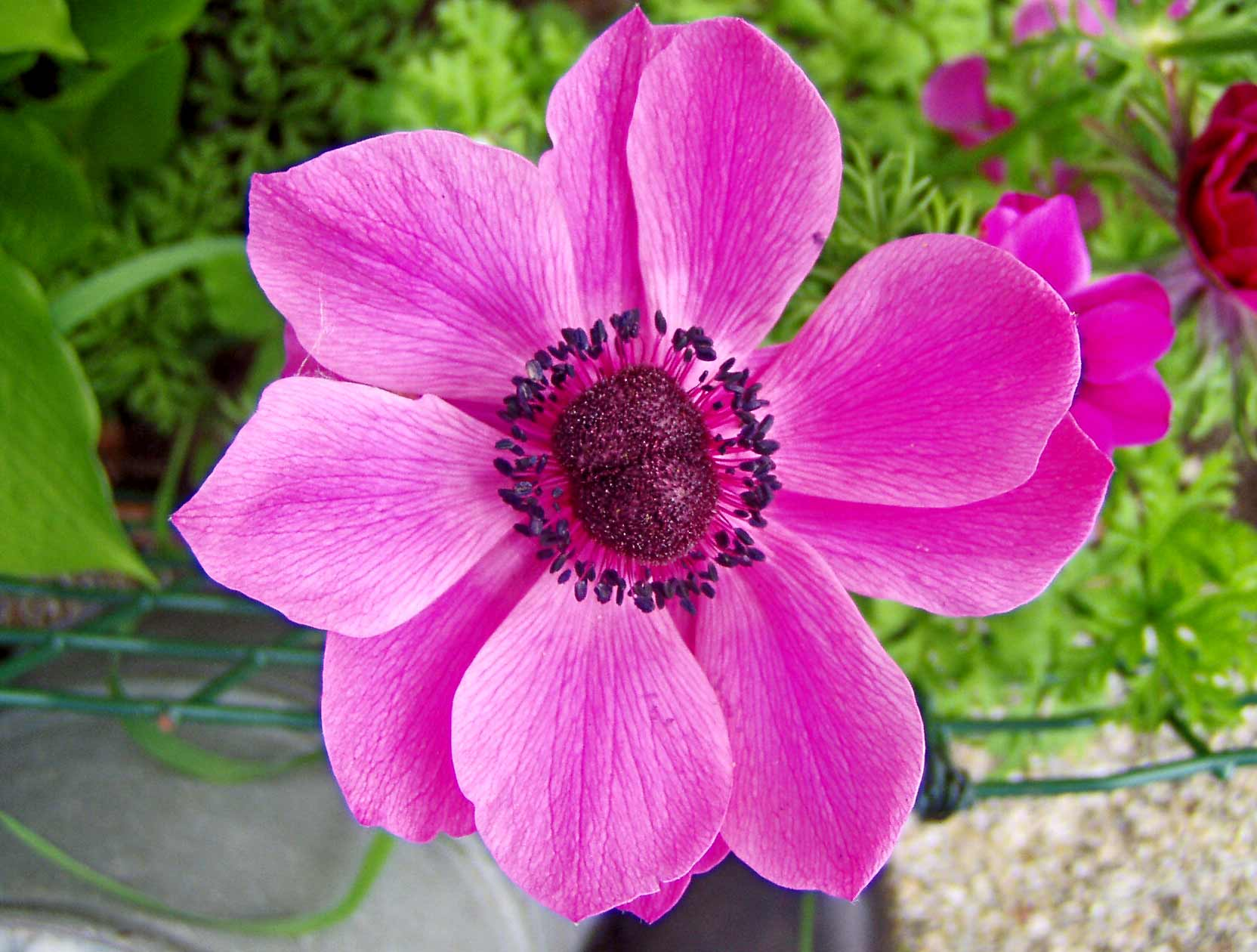
Anemone coronaria, bukettanemon

I Catalogue of Life listas följande som dottertaxa till Sippor, i alfabetisk ordning:

- Anemone afghanica
- Anemone alaschanica
- Anemone altaica
- Anemone amurensis
- Anemone anemonoides
- Anemone angustiloba
- Anemone antucensis
- Anemone apennina - Knölsippa
- Anemone assisbrasiliana
- Anemone autanensis
- Anemone baicalensis
- Anemone baissunensis
- Anemone baldensis
- Anemone begoniifolia
- Anemone berlandieri
- Anemone biflora
- Anemone blanda - Balkansippa
- Anemone bracteata
- Anemone brecklei
- Anemone brevistyla
- Anemone brevistylis
- Anemone bucharica
- Anemone caerulea
- Anemone caffra
- Anemone canadensis - Ängsanemon
- Anemone caroliniana
- Anemone cathayensis
- Anemone caucasica
- Anemone chapaensis
- Anemone coelestina
- Anemone cordata
- Anemone coronaria - Bukettanemon
- Anemone crassifolia
- Anemone cylindrica
- Anemone daucifolia
- Anemone davidii
- Anemone debilis
- Anemone decapetala
- Anemone delavayi
- Anemone deltoidea
- Anemone demissa
- Anemone devinensis
- Anemone dichotoma
- Anemone drummondii
- Anemone edwardsiana
- Anemone elongata
- Anemone erythrophylla
- Anemone exigua
- Anemone fanninii
- Anemone filia
- Anemone filisecta
- Anemone flaccida - Marmorsippa
- Anemone flexuosissima
- Anemone fulingensis
- Anemone fuscopurpurea
- Anemone geum
- Anemone gokayamensis
- Anemone griffithii
- Anemone helleborifolia
- Anemone hemsleyi
- Anemone hepaticifolia
- Anemone hokouensis
- Anemone hortensis
- Anemone howellii
- Anemone hupehensis - Höstanemon
- Anemone imbricata
- Anemone jamesonii
- Anemone juzepczukii
- Anemone keiskeana
- Anemone koraiensis
- Anemone korzhinskyi
- Anemone laceratoincisa
- Anemone lancifolia
- Anemone lipsiensis
- Anemone lithophila
- Anemone lowariensis
- Anemone lyallii
- Anemone mexicana
- Anemone milinensis
- Anemone mirajabii
- Anemone moorei
- Anemone multiceps
- Anemone multifida - Flikanemon
- Anemone multisepala
- Anemone narcissifolia
- Anemone nemorosa - Vitsippa
- Anemone nikoensis
- Anemone nutantiflora
- Anemone obtusiloba
- Anemone ochroleuca
- Anemone oligotoma
- Anemone oregana
- Anemone orthocarpa
- Anemone palezieuxii
- Anemone palmata
- Anemone parviflora
- Anemone patula
- Anemone pavonina
- Anemone piperi
- Anemone pittonii
- Anemone poilanei
- Anemone polyanthes
- Anemone polycarpa
- Anemone prattii
- Anemone pseudoaltaica
- Anemone punctulata
- Anemone quinquefolia
- Anemone raddeana
- Anemone ranunculoides - Gulsippa
- Anemone raui
- Anemone reflexa
- Anemone richardsonii
- Anemone rigida
- Anemone rivularis - Bäckanemon
- Anemone robusta
- Anemone robustostylosa
- Anemone rockii
- Anemone rupestris
- Anemone rupicola
- Anemone scabriuscula
- Anemone sciaphila
- Anemone sellowii
- Anemone seravschanica
- Anemone shikokiana
- Anemone smithiana
- Anemone somaliensis
- Anemone stolonifera
- Anemone subindivisa
- Anemone subpinnata
- Anemone subvillosa
- Anemone sumatrana
- Anemone sylvestris - Tovsippa
- Anemone taipaiensis
- Anemone tamarae
- Anemone tenuicaulis
- Anemone tenuifolia
- Anemone tetrasepala
- Anemone thomsonii
- Anemone tibetica
- Anemone tomentosa - Silvrig höstanemon
- Anemone transvaalensis
- Anemone trifolia - Trillingsippa
- Anemone trullifolia
- Anemone tuberosa
- Anemone udensis
- Anemone umbrosa
- Anemone uralensis
- Anemone weberi
- Anemone vesicatoria
- Anemone wilczekii
- Anemone wilsonii
- Anemone vindobonensis
- Anemone virginiana
- Anemone vitifolia
- Anemone xiaowutaishanica
- Anemone xingyiensis
- Anemone yezoensis
- Anemone yulongshanica

Andra arter:
- Alpsippa (A. alpina)
- Backsippa (A. pulsatilla)
- Blåsippa (A. hepatica)
- Fältsippa (A. pratensis)
- Mosippa (A. vernalis)
- Nipsippa (A. patens)
- Svavelsippa (A. ×lipsiensis)
- Tidig backsippa (A. halleri)
- Ungersk blåsippa (A. transsylvanica)